# Kanat de Zanjan
El Kanat de Zanjan fou un estat del segle xviii a l'Azerbaidjan del sud (persa avui iranià) amb capital a la ciutat de Zanjan (Zandjan)
Va esdevenir semi independent després de la mort de Nadir Xah el juny del 1747. Estava governat per una branca dels turcmans shahsevan, que també governaven al Kanat d'Ardebil. Va conservar l'autonomia per un segle

## Llista de kans
- Zulfaqar Khan Afshar (1747-1780)
- Ali Khan Afshar (1780-1782)
- Abdullah Khan Afshar (1782-1797)
- Amanullah Khan Afshar (1797-1810)